# Atanor

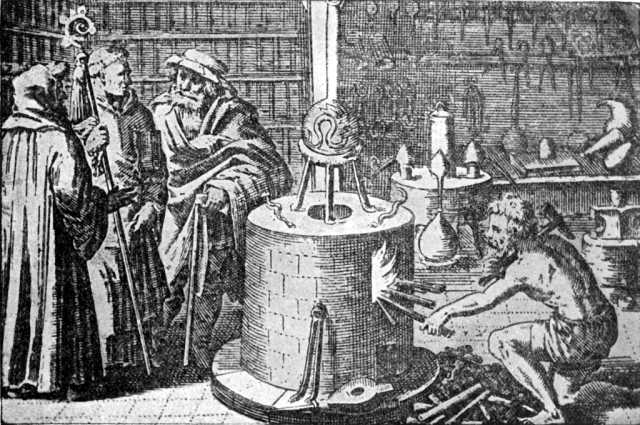
Athanor num laboratório de alquimia

O atanor também chamado forno cósmico, é um forno utilizado na alquimia para fornecer calor para a digestão alquímica. Era considerado o forno filosófico,o qual deveria permitir a obtenção da pedra filosofal (lapis philosophorum)

## Etimologia
Atanor vem da língua árabe at-tannūr (ar) e do hebraico tanur que significa o  forno, forno para pão ou fonte de água quente. 

## Uso
Um importante processo da alquimia era a destilação. As substâncias eram levadas ao estado gasoso por aquecimento, se condensavam sobre as paredes do vaso antes de escorrer para um recipiente para isso previsto. Era possível também obterem-se substâncias por sublimação: um material no estado sólido era aquecido e seus gases se acumulavam na forma de corpos sólidos nos locais menos quentes do dispositivo de sublimação. Um terceiro procedimento era a dita digestão alquímica: as substâncias eram colocadas num recipiente fechado por um certo tempo a uma temperatura regular e aí podiam sofrer uma transformação química ou chegar a alguma maturação. 
Na Idade Média era muito difícil regular as temperaturas dos fornos. Com a invenção do registro (placa móvel que permite regular a tiragem da chaminé do forno) em 1676 permitiu a obtenção de temperaturas variáveis num mesmo forno. Antes dessa invenção, o alquimista devia obrigatoriamente ter um forno próprio para cada temperatura necessária.

## Arquitetura e tipos
Os fornos eram geralmente construídos com tijolos e vedados com uma argila especial. Houve também fornos de metal a base de cobre ou ferro, bem como os de argila. Os combustíveis utilizados eram madeira ou carvão (hulha). Cada conjunto de forno tinha a princípio recipientes, todos separados, para as cinzas, para o fogo e um para serviços auxiliares de oficina.
O atanor do tipo forno filosófico deveria permitir tem obtenção da Pedra filosofal ('lapis philosophorum'). Em tais fornos, as substâncias poderiam ser tratadas durante um período prolongado numa a temperatura exata e uniforme. A construção era um forma edifício em forma de torre e seu um interior ficaria um recipiente oval ("ovo filosofal"). Tal recipiente teria a substância que deve ser transformado em Pedra Filosofal.
No início do século XVI surgiu um forno chamado Henry o preguiçoso (Piger Henricus em latim) pela facilidade de seu uso, o qual tinha um bocal separado para entrada combustível, o que permitia uma alimentação de de carvão de lenha quase automática. O Alquimista não precisava, portanto, monitorar a combustão de forma permanente.